# Janusz Niekrasz

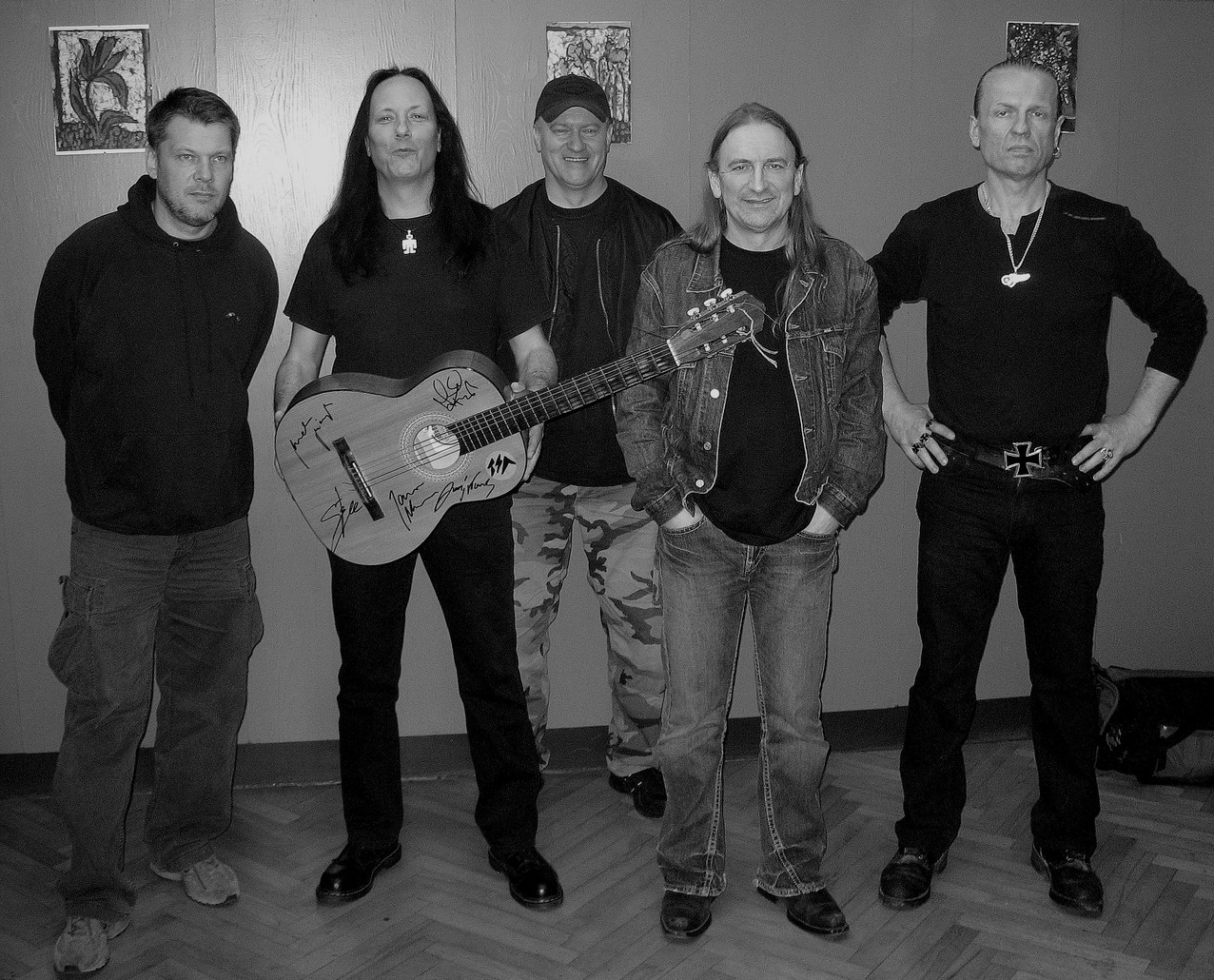
TSA (2008 r.) Od lewej: M.Kapłon, S.Machel, Janusz Niekrasz, M.Piekarczyk i A.Nowak

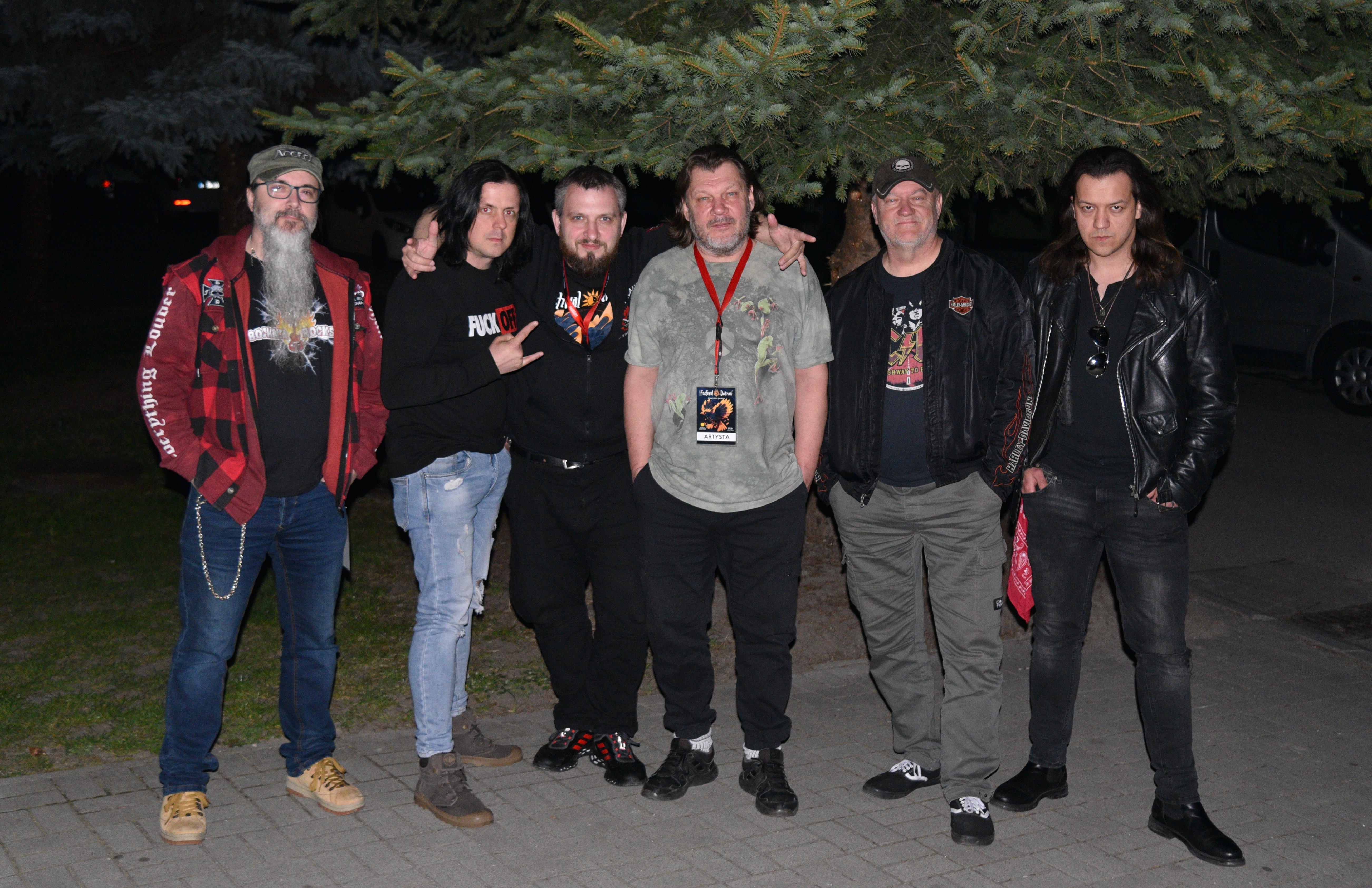
TSA Michalski Niekrasz Kapłon, Busko-Zdrój, 30.04.2023 r.

Janusz Niekrasz (ur. 2 marca 1958 w Opolu) – polski muzyk, gitarzysta basowy. Członek zespołu TSA i współzałożyciel TSA Michalski Niekrasz Kapłon. Twórca solowego projektu Janusz Niekrasz Band.

## Kariera muzyczna
W pierwszej klasie Liceum Ogólnokształcącego im. Jana III Sobieskiego Carolinum w Nysie rozpoczął karierę muzyczną w zespole muzycznym powiązanym z nazwą szkoły – Carollinum. Po ukończeniu szkoły średniej studiował w Wyższej Szkole Inżynierskiej – obecnie znanej jako Politechnika Opolska. W Opolu grał w różnych składach muzycznych z lokalnymi muzykami, tam też w 1979 roku spotkał się z Markiem Kapłonem, Stefanem Machelem i Andrzejem Nowakiem i rozpoczęła się historia TSA.
W 1985 r. został powołany do życia zespół muzyczny Blues Power. Występowali w nim między innymi: Marek Kapłon, Jerzy Kaczanowski, Jacek Krzaklewski, Leszek Cichoński, Marek Raduli.
Z kolei w 2002 r. zespół Janusz Niekrasz Band, w którym występowali między innymi: Leszek Gołębiowski, Krzysztof Janiszewski, Tomasz Imienowski, Andrzej Frołow. J. Niekrasz na płycie Stało się... Czas na prawdę! śpiewa w nagraniu „Wolność na życzenie”.

## Instrumentarium
Początkowo grał na bezprogowej gitarze Fender Precision Fretless. Następnie na gitarach Fender Precision Bass i Music Man Sting Ray. Od 2001 roku gra na gitarze Fender Jazz Bass. Ponadto stosował następujące wzmacniacze basowe Marshall Super Lead, Marshall, Hughes & Kettner, a od 1998 używa modelu Hartke 7000.

## Dyskografia

### Albumy nagrane z zespołem TSA
- TSA – Live (1982)
- TSA – TSA (1983)
- TSA – TSA – Spunk! (1983)
- TSA – Heavy Metal World (1984)
- TSA – Live – Rockowisko '83 Łódź (1984)
- TSA – Heavy Heavy Metal (1985)
- TSA – Rock’n’Roll (1989)
- TSA – Proceder (2004)
- TSA – 1981 (2004)

### Janusz Niekrasz Band
- Janusz Niekrasz Band Stało się... Czas na prawdę! 2006
- „Sen o lepszej Ziemi” (2008) (single)

### Projekt muzycznyI Ching
Miał wkład w następujące utwory:
- „Słuchaj, man” – gitara basowa
- „Kołysanka dla misiaków” – gitara basowa
- „I Ching” – bezprogowa gitara basowa.

### Projekty zewnętrzne
- Martyna Jakubowicz – Maquillage (1983)
- Skibiński & Winder – Super Sessions (2006)

## Życie prywatne
Ma syna Adama (ur. 1995), również muzyka – perkusistę w zespołach rockowych (między innymi Devilish Impressions). Jest kolekcjonerem militariów oraz wielkim fanem motoryzacji (pierwszy motocykl – Harley WLA; współcześnie Harley-Davidson Softail).